# Barrio de Bricia
Barrio de Bricia ist ein spanischer Ort in der Provinz Burgos der Autonomen Gemeinschaft Kastilien und León. Der Ort gehört zur Gemeinde Alfoz de Bricia. Barrio de Bricia ist über die Straße BU-V-6115 zu erreichen.

## Weblinks

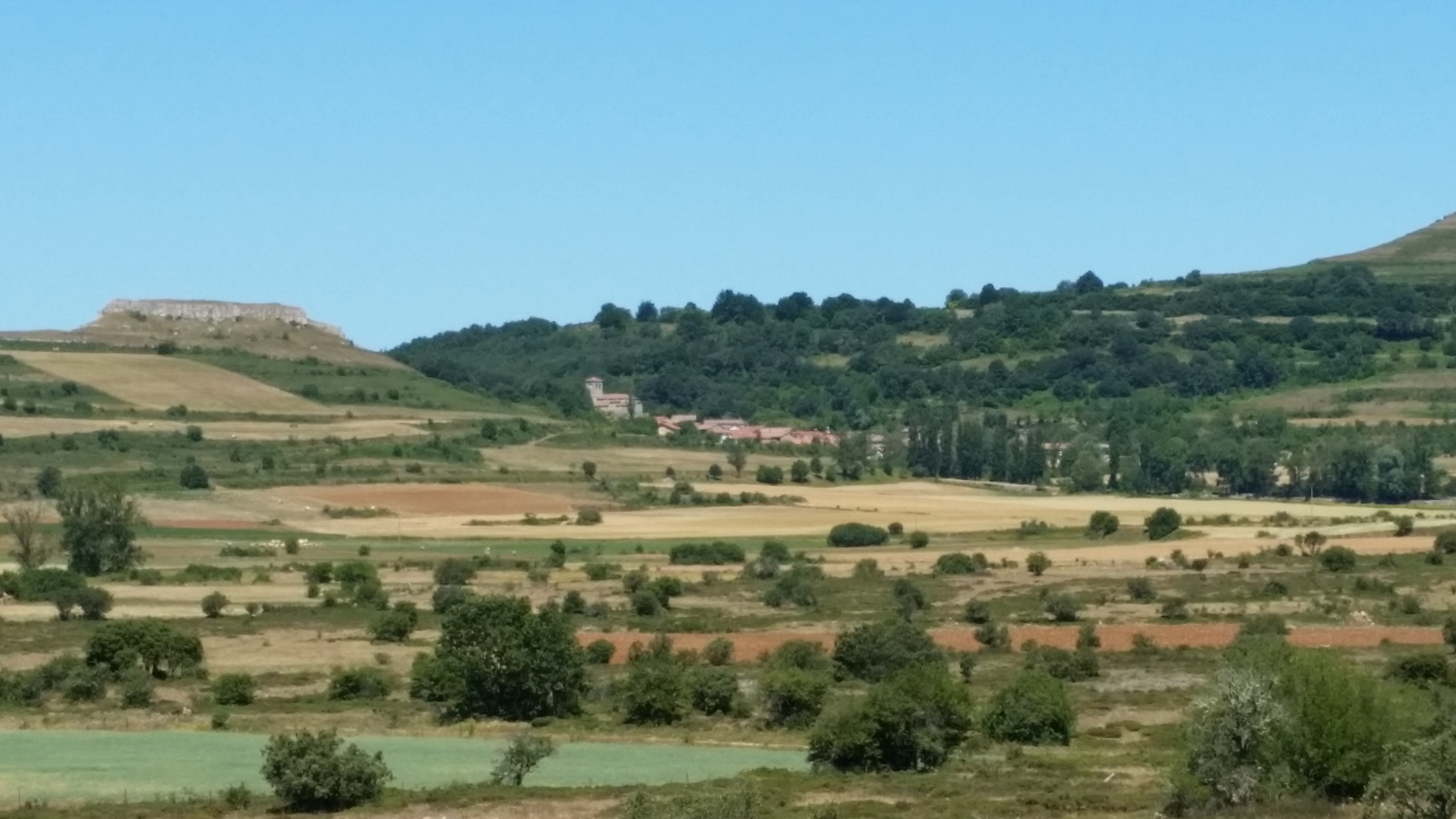
Barrio de Bricia

## Sehenswürdigkeiten
- Barocke Kirche El Salvador
- Cueva del Aguanal (Höhle)